# 円の面積
円の面積（えんのめんせき）{\displaystyle S}は、円周率を {\displaystyle \pi }、円の半径を {\displaystyle r} としたとき、
{\displaystyle S=\pi r^{2}}
で表される。

## 歴史

### 古代エジプト

円の直径から、その1/9を引いたものを2乗すると円の面積になる（リンド・パピルス）

古代エジプトにおいては、リンド・パピルスの問題50に円の面積を求める方法が記録されている。
リンド・パピルスでは、円の直径 {\displaystyle d}からその {\displaystyle {\frac {1}{9}}} を引いた数の2乗、
{\displaystyle S=(d-{\frac {d}{9}})^{2}={\frac {64}{81}}d^{2}}
として円の面積を求めている。これは半径 {\displaystyle r} を用いて書き直せば、
{\displaystyle S={\frac {256}{81}}r^{2}}
となる。したがって、現代の視点ではリンド・パピルスにおける計算は円周率を
{\displaystyle \pi \approx {\frac {256}{81}}\,(=3.16\ldots )}
と近似したものと見なせる。ただしこのことは、古代エジプト人が円周率を知っていたことや円周率の近似値を種々の計算に利用していたことを直ちに意味しない。

### 古代バビロニア
バビロニア数学では、円周の長さを {\displaystyle c} としたとき、
{\displaystyle S={\frac {\ 5c^{2}}{60}}}
で求めていた。また、円周率に相当する数値は、円に内接する正6角形によって近似した 3 や、内接および外接する正12角形で円の面積を近似して求まる 3.125 であったといわれている。

### ヘブライ
ヘブライ語最古とされる幾何学書『ミシュナート・ハ・ミッドット』によれば、円の直径 {\displaystyle d} の自乗からその {\displaystyle {\frac {1}{7}}} と {\displaystyle {\frac {1}{14}}} を取り去ると円の面積 {\displaystyle S} が得られる。これは、
{\displaystyle S=d^{2}-{\frac {1}{7}}d^{2}-{\frac {1}{14}}d^{2}={\frac {11}{14}}d^{2}}
である。したがって、半径 {\displaystyle r} で整理すれば、
{\displaystyle S={\frac {22}{7}}r^{2}}
となり、円周率に相当する数値は {\displaystyle {\frac {22}{7}}\approx 3.14\ldots } と求まる。

### 古代ギリシャ

円の面積は、円周 c を底辺、半径 r を高さとする直角三角形の面積に等しい

エウクレイデスは『原論』において、直径 {\displaystyle d} の円の面積が1辺を {\displaystyle d} とする
正方形の面積に比例することを証明した。しかし、円周率の値には言及していなかった。

円に内接する正6,12,24角形

アルキメデスは『円の計測』において、
命題1
円の面積は、円周の長さを底辺、半径を高さとする直角三角形の面積に等しい
命題3
円周と直径との比は、{\displaystyle 3{\frac {10}{71}}}より大きく、{\displaystyle 3{\frac {1}{7}}}より小さい
を、取り尽くし法を用いて証明した。命題1は、円に内接および外接する正方形（正4角形）から辺数を増やしていき、円の面積が円周の長さを底辺、半径を高さとする直角三角形の面積よりも「大きくなく」「小さくない」ことで等しいことを証明した。命題3は、円に内接する正多角形の辺長と外接する正多角形の辺長の間に円周の長さがあることを用いて、円に内接および外接する正6角形から出発して正96角形で証明した。

### 古代中国

『九章算術』劉徽による円に内接する正多角形を用いた円の求積

『九章算術』に註釈をつけた魏の劉徽は、円の内接する正6角形から正12角形、正24角形と辺数を増やしていくと、やがて内接多角形の面積は円の面積に差は無くなる、としている。
具体的には、円に内接する正n多角形のうち1つの三角形（△OAB）に対し、三角形の底辺とその二等分線と円周上の交点を高さとする長方形で囲まれる面積（□AA'B'B）を考えると、内接する正n角形の面積とその面積に長方形の面積を加えたものの間に円の面積がある、ということを利用している（右図）。
正n角形の面積を{\displaystyle a_{n}}、円の面積を{\displaystyle S}としたとき、
{\displaystyle a_{2n}<S<a_{2n}+(a_{2n}-a_{n})}
となり、半径10の円に対する正192角形までを評価して、
{\displaystyle 314{\frac {64}{625}}<100\pi <314{\frac {169}{625}}}を得た。
さらに内接多角形の辺を増やしていくことによって、{\displaystyle 314{\frac {4}{25}}}を得ている。

### 日本
江戸時代初期に発行された算術書である吉田光由の『塵劫記』において、直径 {\displaystyle d} の円の面積は、直径の自乗に「まるき法」を掛けて求める。ここで、まるき法は{\displaystyle {\frac {\pi }{4}}}に相当する値で、0.79 である。面積 {\displaystyle S} で表せば、
{\displaystyle S=0.79d^{2}}
である。
また、円周の長さ {\displaystyle c} の円の面積は、円周の長さを「円きめくり法」で割り、直径 {\displaystyle d} を求めてから上記の方法を使って円の面積を求める。ここで、円きめくり法は円周率に相当する値で、3.16 である。面積 {\displaystyle S} で表せば、
{\displaystyle S=0.79d^{2}=0.79({\frac {c}{3.16}})^{2}}
である。

## 円の面積の公式の導出
アルキメデスによる証明から、命題1における円周の長さを {\displaystyle c} 、半径を {\displaystyle r} とすると、円の面積 {\displaystyle S} は底辺が {\displaystyle c} 、高さが {\displaystyle r} の直角三角形の面積なので、
{\displaystyle S={\frac {1}{2}}cr}
となる。
命題3における円周の長さ {\displaystyle c} と直径の比を {\displaystyle \pi } とすれば、直径は半径の2倍の {\displaystyle 2r} なので、
{\displaystyle c=2\pi r}
であり、
{\displaystyle c}を{\displaystyle S}に代入すると、
{\displaystyle S={\frac {1}{2}}(2\pi r)r=\pi r^{2}}
となり、円の面積の公式が得られる。

## 円の面積を求める他の方法

### 幾何学的変形
変形方法(1)

半径の円を放射状に切断し交互に並べると、縦が半径、横がの長方形と見なせる。

半径の円を放射状に切断し円周を直線状に延ばすと、円を分割した三角形を並べたものと見なせる。

半径rの円を中心から扇形に細かく等分し、右図のように半分を互いに櫛形に合わさるように組み合わせる。非常に細かく等分していけば、横の長さは円周の長さの半分、縦の長さは半径とみなせるので、それぞれ {\displaystyle \pi r}、{\displaystyle r} の長方形の面積になる。したがって、
{\displaystyle S=(\pi r)r=\pi r^{2}}
となる。
変形方法(2)
半径rの円を中心から扇形に細かく等分し、円周を直線に延ばすと、直線上には切断した扇形（三角形）が並び、その高さは全て半径rに等しい。円の中心にあった頂点を平行移動して一点に集めても面積は変わらないので、底辺が円周に等しい {\displaystyle 2\pi r}、高さが半径 {\displaystyle r} に等しい三角形の面積であり、
{\displaystyle S={\frac {1}{2}}(2\pi r)r=\pi r^{2}}
が得られる。

### 円に内接または外接する正多角形の面積の極限
円に内接または外接する正多角形（正n角形）の辺数nを増やしていくと円の面積に等しくなる。

#### 内接正多角形

円に内接/外接する正多角形の面積を求める

半径rの円に内接する正n角形において、1区画の三角形の面積を考える（右図(a)）。
三角形の高さは {\displaystyle r\sin {\frac {\pi }{n}}}、底辺は {\displaystyle 2r\cos {\frac {\pi }{n}}} となるので、1区画の面積は {\displaystyle r^{2}\sin {\frac {\pi }{n}}\cos {\frac {\pi }{n}}} であり、全区画の合計は {\displaystyle nr^{2}\sin {\frac {\pi }{n}}\cos {\frac {\pi }{n}}} である。
したがって、{\displaystyle n\to \infty } とすれば、
{\displaystyle \lim _{n\to \infty }nr^{2}\sin {\frac {\pi }{n}}\cos {\frac {\pi }{n}}=\lim _{n\to \infty }nr^{2}\sin {\frac {\pi }{n}}}
ここで、{\displaystyle n=\pi /x} とおけば、
{\displaystyle \lim _{n\to \infty }nr^{2}\sin {\frac {\pi }{n}}=\lim _{x\to 0}\pi r^{2}{\frac {\sin x}{x}}}
さらに、{\displaystyle \lim _{x\to 0}{\frac {\sin x}{x}}=1} なので、
{\displaystyle \lim _{x\to 0}\pi r^{2}{\frac {\sin x}{x}}=\pi r^{2}}
である。

#### 外接正多角形
内接正多角形と同様に1区画の三角形の面積を考える（右図(b)）
三角形の高さは {\displaystyle r}、底辺は {\displaystyle 2r\tan {\frac {\pi }{n}}} となるので、1区画の面積は {\displaystyle r^{2}\tan {\frac {\pi }{n}}} であり、全区画の合計は {\displaystyle nr^{2}\tan {\frac {\pi }{n}}} である。
{\displaystyle n\to \infty } とすれば、{\displaystyle \lim _{n\to \infty }\tan {\frac {\pi }{n}}=\lim _{n\to \infty }\sin {\frac {\pi }{n}}} であるから、
{\displaystyle \lim _{n\to \infty }nr^{2}\tan {\frac {\pi }{n}}=\lim _{n\to \infty }nr^{2}\sin {\frac {\pi }{n}}}
これは内接正多角形の場合と同様の式であり、上式は {\displaystyle \pi r^{2}} に等しくなる。

### 積分
デカルト座標の原点における半径 r の円の方程式 {\displaystyle x^{2}+y^{2}=r^{2}} に対し、四分円 {\displaystyle y={\sqrt {r^{2}-x^{2}}}} {\displaystyle (0\leq x\leq r)} の面積 {\displaystyle S_{4}} を考え、結果を4倍すれば円の面積が求まる。

#### 部分積分による計算
{\displaystyle \int {\sqrt {r^{2}-x^{2}}}\,dx}
において、{\displaystyle f(x)=1}、{\displaystyle g(x)={\sqrt {r^{2}-x^{2}}}} とおけば、{\displaystyle f(x)} の原始関数は{\displaystyle F(x)=x}、{\displaystyle g(x)'={\frac {x}{\sqrt {r^{2}-x^{2}}}}} であるから、部分積分の公式{\displaystyle \int f(x)g(x)\,dx=F(x)g(x)-\int F(x)g(x)'\,dx}を用いて、
{\displaystyle \int {\sqrt {r^{2}-x^{2}}}\,dx={\frac {1}{2}}(x{\sqrt {r^{2}-x^{2}}}+r^{2}\arcsin {\frac {x}{r}})}
が得られるので、四分円の定積分は、
{\displaystyle {\begin{aligned}S_{4}&=\int _{0}^{r}{\sqrt {r^{2}-x^{2}}}\,dx\\&=\left[{\frac {1}{2}}(x{\sqrt {r^{2}-x^{2}}}+r^{2}\arcsin {\frac {x}{r}})\right]_{0}^{r}\\&={\frac {\pi r^{2}}{4}}\end{aligned}}}
である。したがって、全円の面積 S は {\displaystyle S=4S_{4}} なので、
{\displaystyle S=\pi r^{2}}
になる。

#### 三角関数による置換積分
四分円の定積分は、
{\displaystyle S_{4}=\int _{0}^{r}{\sqrt {r^{2}-x^{2}}}\,dx}
ここで、{\displaystyle x=r\sin t} とおけば、{\displaystyle \,dx=r\cos t\,dt}、積分範囲は {\displaystyle 0\to r} から {\displaystyle 0\to {\frac {\pi }{2}}} となる。また、{\displaystyle {\sqrt {r^{2}-x^{2}}}={\sqrt {r^{2}(1-\sin ^{2}t)}}=r\cos t} となるので、 
{\displaystyle {\begin{aligned}S_{4}&=\int _{0}^{\frac {\pi }{2}}r^{2}\cos ^{2}t\,dt\\&=r^{2}\int _{0}^{\frac {\pi }{2}}{\frac {1+\cos 2t}{2}}\,dt\\&={\frac {r^{2}}{2}}\left[t+{\frac {\sin 2t}{2}}\right]_{0}^{\frac {\pi }{2}}\\&={\frac {\pi r^{2}}{4}}\end{aligned}}}
である。全円の面積 S は {\displaystyle S=4S_{4}} なので、
{\displaystyle S=\pi r^{2}}
になる。

#### リーマン和による求積（区分求積法）
関数 {\displaystyle f(x)={\sqrt {r^{2}-x^{2}}}} を考えたとき、この関数は {\displaystyle (0\leq x\leq r)} において連続であるからリーマン和による面積の計算が可能であり、それは上記の定積分と等しくなる。
{\displaystyle f(x)={\sqrt {r^{2}-x^{2}}}} において、区間 {\displaystyle [0,r]} を n分割する {\displaystyle x_{0}=0}、{\displaystyle x_{n}=r}、{\displaystyle x_{k-1}<x_{k}(k=1\ldots n)} をとり、区間 {\displaystyle [x_{k-1},x_{k}]} における任意の点を {\displaystyle \xi _{k}} とすれば、四分円のリーマン和は、
{\displaystyle S_{4}=\lim _{n\to \infty }\sum _{k=1}^{n}f(\xi _{k})(x_{k}-x_{k-1})=\lim _{n\to \infty }\sum _{k=1}^{n}{\sqrt {r^{2}-\xi _{k}^{2}}}(x_{k}-x_{k-1})}
である。
ここで、分割方法をn等分とすれば、{\displaystyle x_{k}-x_{k-1}={\frac {r}{n}}} であり、{\displaystyle \xi _{k}={\frac {kr}{n}}}とおくと、
{\displaystyle {\begin{aligned}\lim _{n\to \infty }\sum _{k=1}^{n}{\sqrt {r^{2}-\xi _{k}^{2}}}(x_{k}-x_{k-1})&=\lim _{n\to \infty }\sum _{k=1}^{n}{\sqrt {r^{2}-({\frac {kr}{n}})^{2}}}{\frac {r}{n}}\\&=r^{2}\lim _{n\to \infty }\sum _{k=1}^{n}{\frac {1}{n}}{\sqrt {1-({\frac {k}{n}})^{2}}}\\\end{aligned}}}
さらに、
{\displaystyle \lim _{n\to \infty }\sum _{k=1}^{n}{\frac {1}{n}}{\sqrt {1-({\frac {k}{n}})^{2}}}={\frac {\pi }{4}}}
であるから、
{\displaystyle S_{4}={\frac {\pi r^{2}}{4}}}
となって、{\displaystyle S=\pi r^{2}} を得る。

#### 円環の積分による求積

円環の積分による円の求積

原点を中心として、半径 {\displaystyle x} の円周 ({\displaystyle 2\pi x} ) に対して、高さ {\displaystyle dx} の円環を考える。
このとき、{\displaystyle dx} が小さければ、半径 {\displaystyle x} の円周と高さ {\displaystyle dx} でできる面積は長方形とみなせ、その面積は {\displaystyle dS=2\pi xdx} である。したがって、半径 {\displaystyle r} の円の面積は  {\displaystyle x} を 0 から {\displaystyle r} まで積分したものに等しい。
{\displaystyle {\begin{aligned}S=\int _{0}^{r}\,dS&=\int _{0}^{r}2\pi x\,dx\\&=2\pi \left[{\frac {x^{2}}{2}}\right]_{0}^{r}\\&=\pi r^{2}\end{aligned}}}

## 日本の算数数学教育における循環論法
小学校において円の面積の公式が導入された後、高校の数学Ⅲの課程において「いろいろな曲線で囲まれた図形の面積」を積分法によって導出することが可能になるが、この一連の流れは循環論法をなしていることが指摘されている。
循環論法の流れ (山川 2007に基づく)
1. 円の面積の公式 S = πr2 から、中心角 θ (rad) の扇形の面積は 1/2πr2θ である。
2. 中心角 θ (rad) の扇型の面積を用いて、不等式 1/2r2sin θ < 1/2r2θ < 1/2r2tan θ が導出される。
3. はさみうちの原理により、sin θ/θ = 1 が導出される。
4. sin θ/θ = 1 より、d/dx(sin x) = cos x である。
5. sin x の微分が cos x であることを用いて、{\textstyle \int _{0}^{r}{\sqrt {r^{2}-x^{2}}}dx={\frac {\pi r^{2}}{4}}} を得る。従って S = πr2 である。